# فالين شينيي
فالين شينيي هو ممثل كندي، ولد في 12 مايو 2001 بفانكوفر في كندا.

## أعمال

### أفلام
- (2012) هذا معناه حرب[4][5]

## وصلات خارجية
- فالين شينيي على موقع IMDb (الإنجليزية)
- فالين شينيي على موقع ألو سيني (الفرنسية)
- فالين شينيي على موقع أول موفي (الإنجليزية)
- فالين شينيي على موقع قاعدة بيانات الفيلم (الإنجليزية)
- فالين شينيي على موقع كينوبويسك (الروسية)